# Trigonophorus miyashitai
Trigonophorus miyashitai är en skalbaggsart som beskrevs av Delpont 1995. Trigonophorus miyashitai ingår i släktet Trigonophorus och familjen Cetoniidae. Inga underarter finns listade i Catalogue of Life.